# Greatest Hits (álbum de Creed)
Greatest Hits es un álbum recopilatorio de la banda de post grunge norteamericana Creed lanzado en noviembre de 2004, poco después que la banda anunciara su separación, en la que los músicos y el vocalista Scott Stapp tomaron caminos diferentes. El disco se acompaña de un DVD que contiene videos de la banda y presentaciones en vivo. Fue certificado 2x Platino el 19 de noviembre de 2008.

## Lista de canciones
Todos los temas fueron escritos por Mark Tremonti y Scott Stapp.
1. "Torn" (My Own Prison) – 6:25
2. "My Own Prison" (My Own Prison) – 5:00
3. "What's This Life For" (My Own Prison) – 3:32
4. "One" (My Own Prison) – 5:02
5. "Are You Ready?" (Human Clay) – 4:46
6. "Higher" (Human Clay) – 5:26
7. "With Arms Wide Open" (Human Clay) – 4:38
8. "What If" (Human Clay) – 5:18
9. "One Last Breath" (Weathered) – 3:59
10. "Don't Stop Dancing" (Weathered) – 4:31
11. "Bullets" (Weathered) – 3:51
12. "My Sacrifice (Weathered) – 4:55
13. "Weathered" (Weathered) – 5:30